# Auguste Lefranc
 (décembre 2012).
Si vous disposez d'ouvrages ou d'articles de référence ou si vous connaissez des sites web de qualité traitant du thème abordé ici, merci de compléter l'article en donnant les références utiles à sa vérifiabilité et en les liant à la section « Notes et références ».
Pour les articles homonymes, voir Lefranc.
Pierre-Charles-Joseph-Auguste Lefranc, né le 2 février 1814 à Bussières et mort le 7 décembre 1878 à Suresnes, est un auteur dramatique et journaliste français.

## Biographie
Après des études secondaires à Mâcon, il vient à Paris suivre des études de droit. C’est là qu’il rencontre Eugène Labiche et Marc-Michel. Il obtient sa licence et s'inscrit au barreau. mais ne reste pas longtemps avocat, l’écriture  l’intéressant bien plus. Il collabore comme Labiche à de petits journaux et fonde L'Audience et La Chaire catholique. Mais il est surtout passionné de théâtre.
Cousin d'Eugène Scribe, qui dominait alors la scène française et lui prodigue conseils et appuis bien utiles auprès des directeurs de théâtre, il fait jouer en 1836 sa première pièce, Une femme tombée du ciel, vaudeville en un acte, au petit théâtre du Panthéon. En 1838, Labiche, Lefranc et Marc-Michel fondent la « société dramatique Paul Dandré », pseudonyme littéraire collectif destiné à la production de vaudevilles et de drames. Un contrat en bonne et due forme lie les trois débutants qui s'engagent à réserver toute leur production à la jeune entreprise, mais l'expérience ne dure que deux années et chaque membre reprend sa liberté, tout en conservant des relations amicales et professionnelles.
Après la disparition de l’association Paul Dandré, Lefranc écrit encore une cinquantaine de vaudevilles, en majorité avec Labiche (la dernière, L'Avocat d'un grec, datant de 1859), avant de s’orienter vers une tout autre carrière : il devint banquier en rachetant la Caisse du Crédit public A. Lefranc et Cie.
Il meurt dans sa maison de campagne de Suresnes, dix ans avant Labiche. Marc-Michel, lui, était mort depuis dix ans.
À part Embrassons-nous, Folleville !, aucune de ses pièces n'est considérée comme de premier ordre, plusieurs ne furent même pas imprimées.

## Œuvre

### Théâtre
- 1835 : Poinsinet en Espagne, folie-vaudeville en 1 acte, suivie d'une notice sur Poinsinet, avec Molé-Gentilhomme, 1835
- 1836 : Une femme tombée du ciel
- 1837 : La Cuvette d'eau (avec Eugène Labiche et Marc-Michel)
- 1838 :
  - Monsieur de Coyllin ou l'Homme infiniment poli (avec Labiche et Marc-Michel)
  - Le Capitaine d'Arcourt ou la Fée du château (avec Labiche et Marc-Michel)
  - L'Avocat Loubet (avec Labiche et Marc-Michel)
- 1839 :
  - La Forge des Châtaigniers (avec Labiche et Marc-Michel)
  - La Peine du Talion (avec Labiche et Marc-Michel)
  - L'Article 960 ou la Donation (avec Labiche, Marc-Michel et  Lancelot)
- 1840 :
  - Le Fin Mot (avec Labiche et Marc-Michel)
  - Le Lierre et l'Ormeau (avec Labiche et Albert Monnier)
  - Si nos femmes le savaient ! (avec Philippe de Marville)
- 1841 : Un grand criminel (avec Charles Varin et Jacques Arago)
- 1842 : Les Circonstances atténuantes (avec Labiche et Mélesville)
- 1843 :
  - L'Homme de paille (avec Labiche)
  - Une femme compromise
- 1844 :
  - Le Major Cravachon (avec Labiche et Paul Jessé)
  - Deux papas très bien ou la Grammaire de Chicard (avec Labiche)
- 1845 :
  - Le Roi des Frontins (avec Labiche)
  - L'École buissonnière (avec Labiche)
- 1846 :
  - Mademoiselle ma femme (avec Labiche)
  - Rocambolle le bateleur (avec Labiche)
  - Frisette (avec Labiche)
  - L'Inventeur de la poudre (avec Labiche et Nyon)
- 1847 :
  - L'Avocat pédicure (avec Labiche et Albitte)
  - La Chasse aux jobards (avec Labiche)
  - Une existence décolorée
  - Un homme sanguin (avec Labiche)
  - L'Art de ne pas donner d'étrennes (avec Labiche)
- 1848 :
  - L'Enfant de quelqu'un, comédie-vaudeville en 2 actes, créée à Londres à l'occasion d'une tournée de la troupe du Palais-Royal.
  - Le Baromètre, ou la Pluie et le Beau Temps (avec Labiche et Marc-Michel)
  - A moitié chemin (avec Labiche et Marc-Michel)
  - Le Club champenois (avec Labiche)
  - Une tragédie chez M. Grassot (avec Labiche)
  - À bas la famille ou les Banquets (avec Labiche)
- 1849 :
  - Les Manchettes d'un vilain (avec Labiche et Saint-Yves)
  - Un monsieur qui pose (avec Labiche et Philippe de Marville)
  - Une dent sous Louis XV (avec Labiche)
  - Trompe-la-balle (avec Labiche)
- 1850 :
  - Les Prétendus de Gimblette (avec Labiche, Marc-Michel et Senneif)
  - Embrassons-nous, Folleville ! (avec Labiche)
  - Les Roués innocents
  - Une idée fixe
- 1851 : En manches de chemise (avec Labiche et Nyon)
- 1852 : Piccolet (avec Labiche et Armand Montjoye)
- 1853 : Un ut de poitrine (avec Labiche)
- 1854 : Un mauvais coucheur
- 1855 : Les Précieux (avec Labiche et Marc-Michel)
- 1859 : L'Avocat d'un grec (avec Labiche)